# En la misma ola
En la misma ola (en italiano: Sulla Stessa Onda) es una película de 2021 dirigida por Massimiliano Camaiti, escrita por Claudia Bottino y Massimiliano Camaiti; y protagonizada Elvira Camarrone, Roberto Cristiano y Donatella Finocchiaro. Su estreno fue a través de la plataforma de streaming Netflix.

## Argumento
Dos jóvenes, Sara y Lorenzo se conocen en un campamento de verano y se enamoran uno del otro. Durante una sesión de navegación, Sara desarrolla entumecimiento en sus músculos, una enfermedad degenerativa que le está adoleciendo. Sara esconde su enfermedad a Lorenzo pero la verdad finalmente se revela afectando su relación. La historia sigue la lucha del par cuando intentan tratar el dolor y mantener su amor.

## Reparto
- Elvira Camarrone -Sara
- Roberto cristiano -Lorenzo
- Donatella Finocchiaro-Susanna
- Corrado Invernizzi-Boris
- Vincenzo Amato-Antonio
- Manuela Ventura -Tuccia
- Rosalba Battaglia-Doctor
- Daniele Pilli-Mario
- Sofía Migliara-Barbara
- Fabio Orso- Francesco
- Angelica Alleruzzo-Marta
- Giovanni D'Aleo- Gianluca
- Giuseppe Severino- Andrea
- Marta París- Caterina
- Marco Feo- Ernesto
- Luciano Saladino- Director de Club
- Marta Fullone- la madre de Lorenzo
- Mattia Monien- la abuela de Lorenzo
- Simona Taormina
- Maurizio Cecconi